# Viviana Bottaro
Viviana Bottaro (* 2. September 1987 in Genua) ist eine italienische Karateka. Sie tritt in der Kampfkunstform des Kata an.

## Karriere
Viviana Bottaro wurde bereits bei den Kadettinnen 2005 und bei den Juniorinnen 2008 Europameisterin. In diesem Zeitraum gelang es ihr bei den Europameisterschaften 2005, 2006 und 2007 der Erwachsenen jeweils mit der Mannschaft, die Silbermedaille zu gewinnen. 2008 wurde sie mit der Mannschaft in Paris außerdem Dritte bei den Weltmeisterschaften. Dasselbe Ergebnis erreichte sie 2009 bei den Europameisterschaften in Zagreb, ehe sie mit der Mannschaft bei den Europameisterschaften 2010 in Athen und 2011 in Zürich wiederum Zweite wurde. Die Weltmeisterschaften 2010 in Belgrad schloss sie derweil im Mannschaftswettbewerb erneut auf dem dritten Platz ab. 2012 in Paris wurde Bottaro mit der Mannschaft Vizeweltmeisterin, während sie im selben Jahr in Adeje bei den Europameisterschaften mit der Mannschaft den dritten Platz belegte.
2013 sicherte sich Bottaro bei den Europameisterschaften in Budapest ihre erste Einzelmedaille mit dem Gewinn der Silbermedaille. Mit der Mannschaft wurde sie außerdem erstmals Europameisterin. Ein Jahr darauf gelang ihr bei den Europameisterschaften in Tampere auch im Einzel der Titelgewinn, während sie diesmal mit der Mannschaft Silber gewann. Darüber hinaus belegte sie bei den Weltmeisterschaften 2014 in Bremen den dritten Platz. 2015 folgte ebenfalls ein dritter Platz in der Mannschaftskonkurrenz bei den Europameisterschaften in Istanbul. Bottaro gewann 2016 sowohl bei den Europameisterschaften in Montpellier als auch den Weltmeisterschaften in Linz im Einzel sowie mit der Mannschaft Bronze. In İzmit wurde sie 2017 im Einzel Zweite und gewann im Mannschaftswettbewerb ihren dritten Europameisterschaftstitel. 2018 belegte sie im Einzel bei den Weltmeisterschaften in Madrid den dritten und bei den Europameisterschaften in Novi Sad den zweiten Platz. Auch bei den Europameisterschaften 2019 in Guadalajara sicherte sie sich im Einzel die Silbermedaille. Bei den Europaspielen 2019 in Minsk belegte sie, wie schon bei den drei vorangegangenen Europameisterschaften, hinter Sandra Sánchez ebenfalls Rang zwei.
Bei den Weltmeisterschaften 2021 in Dubai sicherte sich Bottaro im Einzel ihre siebte Bronzemedaille und belegte auch in Poreč bei den Europameisterschaften den dritten Platz im Einzel. Für die ebenfalls 2021 ausgetragenen Olympischen Spiele 2020 in Tokio qualifizierte sich Bottari über die Olympische Rangliste. Die Gruppenphase beendete sie mit 26,46 Punkten auf dem zweiten Platz hinter Kiyou Shimizu und zog damit ins Duell um die Bronzemedaille gegen Sakura Kokumai ein. Mit 26,48 Punkten übertraf sie Kokumais Wertung von 25,40 Punkten und sicherte sich den Medaillengewinn. Hinter Olympiasiegerin Sandra Sánchez und der zweitplatzierten Kiyou Shimizu gewann neben Bottaro auch Grace Lau eine Bronzemedaille.
Bottaro startet für die G. S. Fiamme Oro der Polizia di Stato. Für ihren Medaillengewinn bei den Olympischen Spielen erhielt sie im September 2021 das Ritterkreuz des Verdienstordens der Italienischen Republik.